# Beta Equulei
Beta Equulei (β Equulei, förkortat Beta Equ, β Equ) som är stjärnans Bayerbeteckning, är en ensam stjärna belägen i den östra delen av stjärnbilden Lilla hästen. Den har en skenbar magnitud på 5,15 och är svagt synlig för blotta ögat där ljusföroreningar ej förekommer. Baserat på parallaxmätning inom Hipparcosuppdraget på ca 24,6 mas, beräknas den befinna sig på ett avstånd på ca 133 ljusår (ca 41 parsek) från solen.

## Egenskaper
Beta Equulei är en blå till vit stjärna i huvudserien av spektralklass A3 V. Den har en radie som är ca 4 gånger större än solens och utsänder från dess fotosfär ca 78 gånger mera energi än solen vid en effektiv temperatur på ca 9 000 K.
Beta Equulei avger ett överskott av infraröd strålning som tyder på närvaro av en omgivande stoftskiva vars genomsnittliga temperatur är 85 K, vilket anger att halva storaxeln i skivans omloppsbana är 104 AE. Stjärnan har fyra optiska följeslagare, som dock inte är fysiskt sammankopplade med den.